# В море
В море  (Рассказ матроса) — рассказ Антона Павловича Чехова. Написан в 1883 году, впервые опубликован в 1883 году в сборнике «Мирской толк» № 40 от 29 октября с подписью А. Чехов.

## Публикации
Рассказ А. П. Чехова «В море» написан в 1883 году, впервые опубликован в 1883 году в сборнике «Мирской толк» № 40 от 29 октября с подписью А. Чехов, рассказ вошел в собрание сочинений писателя, издаваемое А. Ф. Марксом. В 1901 году рассказ напечатан в альманахе «Северные цветы».
При жизни Чехова рассказ переводился на болгарский язык.

## Критика
В свое время рассказ осуждался Московским цензурным комитетом. В 1883 году цензор Леонтьев докладывал:

За последнее время бесцензурная еженедельная газета «Мирской толк», издаваемая Пушкаревым, стала, как известно уже по докладам г. Назаревского, всё более и более обнаруживать свое вредное направление. Последние два нумера ее (40 и 41) почти сплошь составлены из статей более или менее непозволительного духа… «В море», перевод с английского. Ужасный рассказ про пастора, который продает на 1-ю ночь свою новобрачную богатому банкиру, и про двух матросов, отца и сына, которые вместе приготовляют себе в стенке отверстие, чтобы смотреть на дела этой ночи.
— 
Критика также осуждала написанный рассказ. По мнению обозревателя сборника «Мир божий», что автор рассказа не напоминает «того Чехова, которого мы знаем по его прелестным мелким рассказам … публикуя подобные никчемные во всех отношениях пустяковины, г. Чехов унижает себя как писателя».
Критик А. В. Амфитеатров считал это произведение «непристойным по теме и небрежным по письму».
Литературный критик В. П. Буренин написал оскорбительный отзыв: «Г-на Чехова издатели привлекли в альманах, конечно, в качестве „знаменитого“ писателя, и он дал рассказец в две с половиною странички, по-моему, достаточно плохой и кроме того рассчитанный на дурные читательские инстинкты… Очень пикантный анекдотец, что и говорить!». Беллетрист А. А. Измайлов считал, что рассказ написан в духе новелл Мопассана.

## Сюжет
Рассказ «В море» написан от первого лица. Действие рассказа происходит осенью на корабле в открытом море. Рассказчик — матрос рассказывает о суровой жизни матросов, выпивках, разврате и нищете. На корабле, где он работает, проделано два отверстия в «каюте для новобрачных». Сегодня должно было состояться венчание новобрачных и матросы разыгрывали возможность для двоих рассматривать в отверстия все, что там происходит. Жребий выпал на рассказчика и его отца.
Новобрачные были молодыми красивыми людьми. В час дня они пошли из общей каюты в «каюту для новобрачных». Рассказчик с отцом прильнули к отверстиям и стали смотреть, что происходит в каюте. А происходило следующее…
Новобрачный пастор что-то горячо объяснял женщине, та слушала и отрицательно качала головой. После долгих уговоров и угроз она согласилась с чем-то и кивнула головой «в знак согласия». После этого пастор вышел и вернулся со старым англичанином. Англичанин достал из кармана пачку денег и отдал её пастору, после чего пастор вышел. Англичанин запер за ним дверь. То, что происходило после этого в каюте заставило матроса отскочить от стены, а его отец, развратный человек, сказал: «Выйдем отсюда! Ты не должен этого видеть! Ты ещё мальчик».